# Franz Alt
Franz Alt (16. srpna 1821, Vídeň - 13. února 1914, Vídeň) byl rakouský malíř, zejména krajinář a vedutista.

## Život
Byl synem malíře Jakoba Alta a mladším bratrem Rudolfa von Alta. Nejprve se školil u svého otce a pak v letech 1836-1840 studoval na vídeňské Akademii u prof. Karla Gsellhofera, Leopolda Kupelweisera a Josefa Danhausera. Od roku 1844 pracoval jako nezávislý umělec. Podnikl mnohé cesty po Evropě, zejména do Nizozemí, Německa, Tyrolska, Itálie a na Balkán. Navštívil rovněž Moskvu, Petrohrad, Paříž a Londýn a provázel arcivévodu Ludwiga Viktora do Španělska a Portugalska.
K jeho přátelům patřili v Bratislavě narozený hrabě Kázmér Miklós Esterházy de Galántha (1805–1870) .
Jako učitel malby akvarelem Franz Alt působil v rodině hraběte Esterházy, učil manželku hraběte Demblina a také Marii von Ebner-Eschenbach. Navrhl interiéry pro královnu Alžbětu.

## Dílo

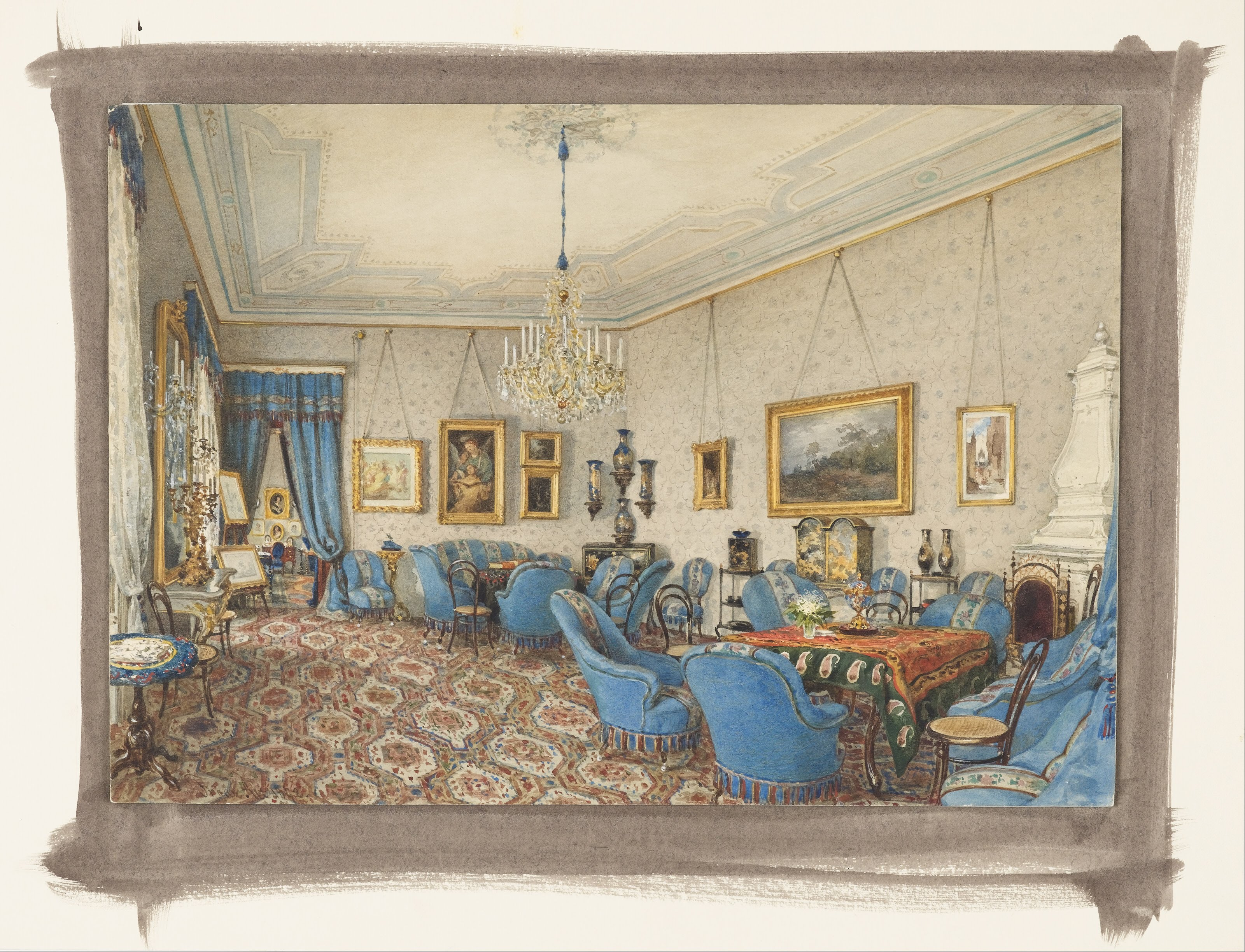
Franz Alt, vídeňský salon - Google Art Project

Věnoval se zejména malbě krajin, žánrových scén, interiérů městských salonů a městských vedut. Během cest kreslil tužkou a akvarelem. Zpočátku maloval drobné kvaše, ale ve svém vrcholném období mezi 60. a 80. léty 19. stol. se věnoval především akvarelu. Tyto práce postihují atmosféru místa i drobné detaily, mají citlivost bezprostředního záznamu a vyznačují se lehkou lazurní malbou a jasnou a prosvětlenou barevností. Jeho díla sloužila také jako předlohy k litografiím. Během svého života vytvořil kolem 2700 akvarelů a olejomaleb. Je zastoupen v četných šlechtických soukromých sbírkách i ve sbírkách galerií.

### Známá díla
- Partie z Gentu, 1863, Národní galerie v Praze (odkaz J. Hlávky)
- Na Příkopech ve Vídni, 1846, Moravská galerie v Brně[4]